# Amoslohe
Amoslohe ist ein Gemeindeteil der Gemeinde Emtmannsberg im Landkreis Bayreuth (Oberfranken, Bayern). Amoslohe liegt in der Gemarkung Birk.

## Lage
Die Einöde liegt auf freier Flur in Hanglage. Ein Anliegerweg führt nach Birk (0,5 km nördlich).

## Geschichte
Amoslohe wurde im 19. Jahrhundert auf dem Gemeindegebiet von der Birk gegründet. Im Rahmen der Gebietsreform in Bayern wurde Amoslohe am 1. Mai 1978 in die Gemeinde Emtmannsberg eingegliedert.